# クリストファー・ガズデン
クリストファー・ガズデン（英: Christopher Gadsden、1724年2月16日 - 1805年9月15日）は、アメリカ合衆国サウスカロライナ出身で、アメリカ独立戦争中の軍人、政治家。
独立戦争以前からサウスカロライナ急進派の主要指導者となった。独立戦争中に大陸会議のサウスカロライナ代表となり、アメリカ大陸兵の准将にもなった。ガズデン旗として知られることになる歴史あるアメリカ軍旗をデザインした。

## 生い立ちと初期の経歴
ガズデンは1724年2月16日にサウスカロライナのチャールストンで生まれた。父はトマス・ガズデンであり、チャールストン港の税関長になる前はイギリス海軍に入っていた。ガズデンはイングランドのブリストル近くの学校に送られ、1741年にアメリカに戻って、フィラデルフィアの会計事務所に働きに行った。自己勘定で商売の冒険的事業に加わり、1747年までに十分な金を稼いでサウスカロライナに帰り、父が1733年にギャンブルで無くした土地を買い戻した。
ガズデンはチャールストンで商人としてまたパトリオットとして著名になり始めた。商人としては繁栄しており、チャールストンに現在もその名を残す桟橋を造った。1759年にチェロキー族インディアンに対する遠征隊を組織したときは、民兵中隊の大尉を務めた。1760年には初めて植民地議会議員に選ばれ、専制的な総督との長い摩擦の時代が始まった。
1765年、植民地議会は印紙法に抗議するためにニューヨークで招集された印紙法会議代議員の一人にガズデンを指名した。仲間の代議員であるトマス・リンチやジョン・ラトリッジはイギリスの貴族院と庶民院にそれぞれ宛てた請願書を起草する委員会で働く一方で、ガズデンはイギリスの議会が問題を扱う権利が無いという観点からそのような役割を拒否した。ガズデンは会議で作成された「権利の宣言」について遠慮無く物言う支持者という立場を取った。このことでマサチューセッツ代表のサミュエル・アダムズの注意を引き、この2人の長い間続く文通や友情の始まりとなった。

## 独立戦争時代

ガズデン旗。黄色地にガラガラ蛇を描き、「Dont tread on me」（俺を踏みにじるな）と書かれている。ガズデン旗はアメリカ海兵隊の旗として知られ、現在のアメリカ海軍の海軍旗にも影響を与えた

ニューヨークから帰ってくると、チャールストンにおける自由の息子達を創設し指導者の1人となった。民兵隊では中佐に昇任し、1775年にそれまでの政府と表だった紛争が持ち上がったとき、サウスカロライナ第1民兵連隊の大佐となった。1774年、仲間の議員がガズデンを大陸会議代表に選出した。1775年、植民地全体で行われた選挙によってガズデンは再任された。1776年初期にサウスカロライナでも実際の戦闘が間近になったので、大陸会議を離れた。
1776年2月、サウスカロライナ邦知事のジョン・ラトリッジがガズデンをアメリカ大陸兵の准将に指名した。同じ年に、大陸軍と指揮系統について最初の問題が発生した。イギリス軍はチャールストンの攻撃を準備していたので、チャールズ・リー少将は中心から離れた防衛線を放棄するよう命令した。ラトリッジと地元の役人はこの命令に合意しなかった。このとき妥協案が成立して、ウィリアム・ムールトリーがサリバン島での防御の準備をし、ガズデンはその連隊を使って防衛線が脅威に曝された場合に逃亡できるよう橋を建設した。イギリス軍の攻撃は撃退された。

### 副知事
1778年、ガズデンは新しい邦憲法を起草するサウスカロライナ会議の一員となった。同じ年、大陸会議に出席して不在となったヘンリー・ローレンスに代わり、副知事に指名され、この職を1780年まで務めた。最初の1年半、この職は「サウスカロライナ邦のVice President」と呼ばれていたが、新しい憲法が採択されると、その称号は現在も使われている「Lieutenant Governor」に変わった。
イギリス軍が1780年にチャールストンの包囲戦を布いたとき、委員会の議長であったジョン・ランドルフは市が陥ちた場合にそなえて「亡命政府」を確保するためにノースカロライナに逃亡した。ガズデンは知事のローリンズ・ラウンズと共に市中に留まった。5月12日にベンジャミン・リンカーン将軍の指揮する大陸軍は、イギリス軍のヘンリー・クリントン将軍に降伏した。このとき、ガズデンは文民政府の代表であり市とともに降伏した。ガズデンは保釈されチャールストンの家に送還された。

### 戦争捕虜
クリントンがニューヨークに戻った後、イギリス軍南部司令官となったチャールズ・コーンウォリス将軍は規則を変えた。8月27日の朝、ガズデンは保釈中であった20名の市の役人達とともに逮捕された。彼らは捕虜として船に乗せられ、フロリダのセントオーガスティンに連れて行かれた。セントオーガスティンに到着すると、そこの知事パトリック・トーニンは、捕虜が敵対しないと宣誓するならば市中での自由を保障すると提案した。大半はこれを受け入れたが、ガズデンはイギリスが既に保釈中の規則を無視しており、偽りの仕組みに宣誓することはできないと言ってこれを拒んだ。その結果、ガズデンは古いスペインの要塞であるサンマルコス砦にある地下牢で42週間の独房生活を送った。最終的に1781年に釈放され商船でフィラデルフィアに戻った。そこで、コーンウォリスがカウペンスの戦いで敗北し、ヨークタウンに撤退したことを知ると、急いで故郷に帰り、サウスカロライナ文民政府の再建に貢献した。

## 余生
ガズデンは同時ジャクソンボロで開催されていた邦議会に復帰した。この会期では知事のランドルフと事実上の知事ラトリッジが二人とも辞任しており、ガズデンが知事に選ばれたが、彼は辞退しなければならないと考えた。捕虜になっている間に健康が損なわれており、イギリス軍がまだチャールストン市を諦めていなかったので、活動的な知事が必要とされていた。1782年にジョン・マシューズが新しい知事に選ばれた。
ガズデンは1788年に開催されたアメリカ合衆国憲法批准会議でも代議員となった。ガズデンは1805年9月15日、チャールストンで事故による転落がもとで死んだ。チャールストンのセントフィリップス教会墓地に埋葬されている。
ガズデンの私的生活についてはあまり伝記作者の注意を引いていない。少なくとも2人の子供があり、娘のエリザベスはアンドリュー・ラトリッジと結婚し、もう1人は息子のクリストファー・ジュニアであった。アリゾナのガズデン購入は、彼の孫ジェイムズ・ガズデンに因む命名である。